# Pellaea mucronata
Pellaea mucronata es una especie de helecho de la familia botánica Pteridaceae. Es originaria de  California,  Oregón, Nevada, Arizona, y Baja California, donde crece en varios hábitat rocosos. La subespecie californica está limitada a California, mientras que la ssp. mucronata se puede encontrar fuera sus fronteras. 

## Descripción
Cada hoja mide de 7 a 45 centímetros de largo y está soportada sobre un delgado peciolo. Está compuesta por un delgado y recto raquis, de color marrón  lleno de volantes muy espaciados entre sí. Los foliolos se dividen en pequeños segmentos terminales estrechos, o éstos pueden subdividirse en otro conjunto de segmentos. El segmento más pequeño es de hasta  un centímetro de largo y es de color verde a púrpura oscuro. Los bordes pueden estar enrollados. Los esporangios se encuentran en los bordes.

## Taxonomía
Pellaea mucronata fue descrita por Daniel Cady Eaton y publicado en Report on the United States and Mexican Boundary. .. Botany 2(1): 233. 1859.
Sinonimia
- Allosorus mucronatus D.C. Eaton	basónimo
- Cheilanthes mucronata (D.C. Eaton) T. Moore
- Pellaea longimucronata Hook.
- Pellaea ornithopus Hook.
- Pellaea wrightiana var. longimucronata (Hook.) Davenp.[2]

subsp. californica (Lemmon) Windham
- Pellaea compacta (Davenp.) Maxon
- Pellaea mucronata var. californica Munz & I.M. Johnst.
- Pellaea wrightiana var. californica Lemmon
- Pellaea wrightiana var. compacta Davenp.[3]